# Deense Gouden Eeuw

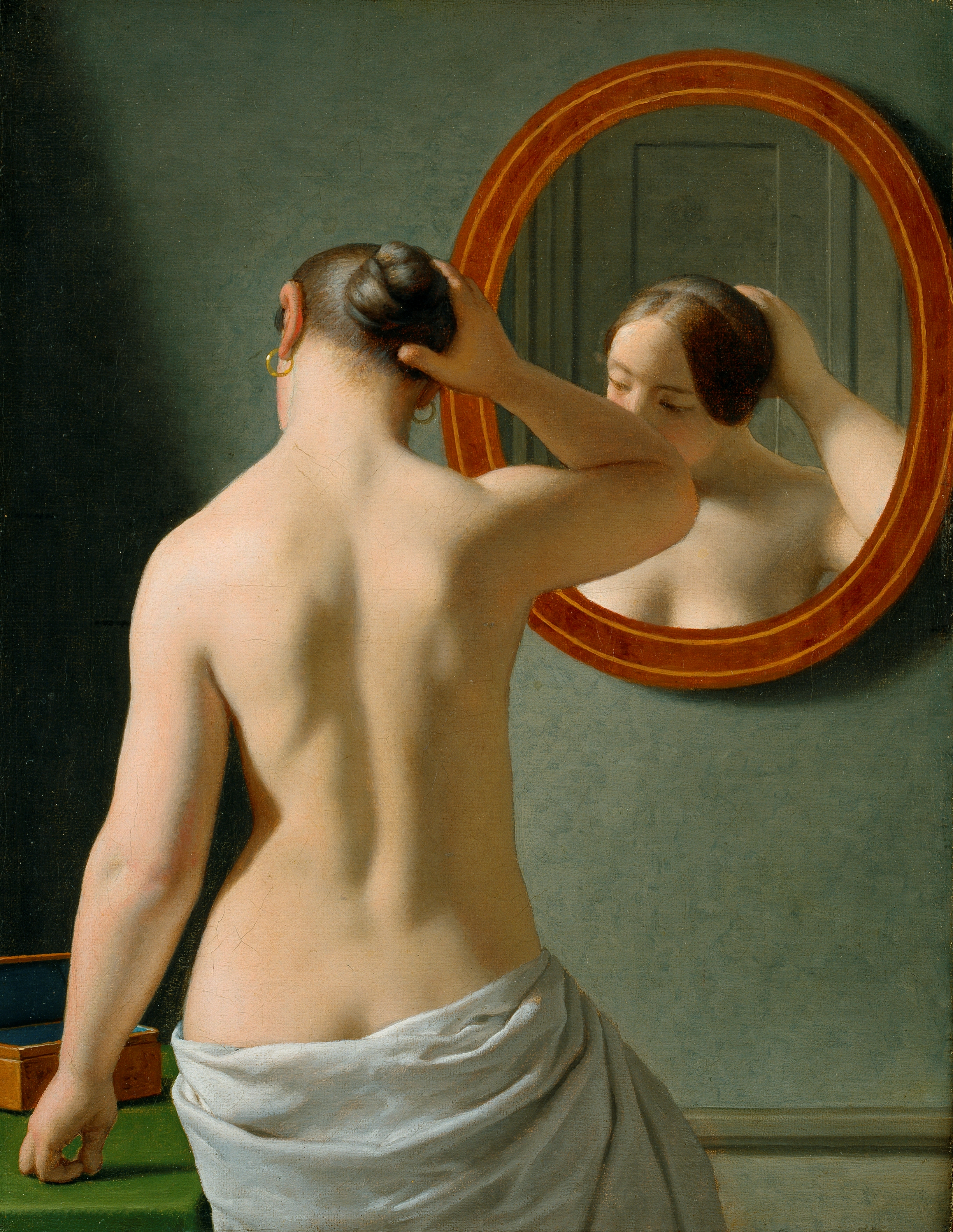
Christoffer Wilhelm Eckersberg: Vrouw voor de spiegel, 1841

De Deense Gouden Eeuw staat voor een periode van culturele bloei in het Denemarken uit de eerste helft van de negentiende eeuw. Ze wordt gekenmerkt door een realistische stijl die het midden hield tussen neoclassicisme en romantiek.

## Historische context
Rond het jaar 1800 had Denemarken, en vooral ook Kopenhagen, te maken met oorlogen en rampspoed. Het waren slechte tijden. In 1794 en 1795 werd Kopenhagen getroffen door enorme branden die grote delen van de stad verwoestten. Daarna had de stad ernstig te lijden onder de napoleontische oorlogen. Met name tijdens de Zeeslag bij Kopenhagen van 1801 en de Slag bij Kopenhagen van 1807 werd de Deense hoofdstad langdurig gebombardeerd. Politiek was het land instabiel, Noorwegen maakte zich los van het Deense rijk, en in 1813 werd het land zelfs bankroet verklaard.
De periode van wederopbouw, die op deze desastreuze tijd volgde, maakte echter veel energie los in de Deense samenleving. De industrialisering en daarmee de economische activiteit nam na 1815 hand over hand toe. Een nieuw elan verbreidde zich over het hele land en bovenal naar alle kunstvormen. Uiteindelijk zou deze periode van wederopbouw vooral vanwege haar artistieke prestaties aangeduid worden met de Deense Gouden Eeuw. Het einde van deze culturele bloeiperiode wordt doorgaans gemarkeerd rond 1850, waarmee ze dus nog geen halve eeuw duurde.

## Invloeden en stijl
De kunst in de Deense Gouden Eeuw werd sterk beïnvloed door de Duitse romantiek, maar nadrukkelijk ook door het neoclassicisme, dat in Frankrijk de toon aangaf. Binnen de schilderkunst vormden ook de Hollandse meesters uit de zeventiende eeuw een belangrijke inspiratiebron. Al deze invloeden resulteerden in een eigen strak gestileerde vorm van realisme, vermengd met romantische symboliek, die het midden hield tussen ideaal en werkelijkheid. Ook enig patriottisme, vanuit een hernieuwd nationaal bewustzijn, was daar niet vreemd aan. 
|                                                                        |  |  |
| Kierkegaard (links) en Andersen, grote namen uit de Deense Gouden Eeuw |  |  |

De Deense Gouden Eeuw bracht grote namen voort in de literatuur en de filosofie, maar de kenmerkende strakke realistische stijl kwam toch het meest nadrukkelijk tot uitdrukking in de schilderkunst, de architectuur en de beeldhouwkunst. Een katalyserende rol werd gespeeld door de Koninklijke Deense Kunstacademie, waar in die tijd een sterke geest van vernieuwing waaide. Veel kunstenaars uit de Deense Gouden Eeuw zochten hun inspiratie ook in het buitenland. Tussen 1820 en 1840 bevond zich bijvoorbeeld een aanzienlijke Deense kunstenaarskolonie in Rome.

## Kunstenaars
De Deense Gouden Eeuw bracht grote namen voort in de geesteswetenschappen en letteren. Filosofen en schrijvers als N.F.S. Grundtvig, Henrik Steffens, Adam Oehlenschläger en bovenal Søren Kierkegaard en Hans Christiaan Andersen, verwierven wereldfaam. Veel filosofische werken uit die tijd vonden hun wortels in de antieke filosofie, maar werden tevens beïnvloed door de romantiek.
Belangrijke vertegenwoordigers van de schilderkunst waren C.W. Eckersberg, Jens Juel, Wilhelm Bendz, Ditlev Blunck, Christen Købke, Constantin Hansen, Albert Küchler, Jørgen Roed, Holger Roed, Wilhelm Marstrand, Peter Christian Skovgaard, J.Th. Lundbye en Martinus Rørbye. Zij ontwikkelden de voor de Deense Gouden Eeuw zo kenmerkende eigen realistische stijl, vermengd met idealistische romantische elementen. Deze stijl was duidelijk terug te zien in de landschapsschilderkunst, die zich sterk ontwikkelde, maar ook in genrestukken, portretschilderkunst en stillevens.
In de beeldhouwkunst geldt Bertel Thorvaldsen als de belangrijkste kunstenaar. Met Eckersberg wordt hij wel gezien als de belangrijkste drijvende kracht achter de Gouden Eeuw-beweging. Ook Herman Wilhelm Bissen dient als beeldhouwer te worden genoemd. Toonaangevende architecten waren Gustav Friedrich von Hetsch, Michael Gottlieb Bindesbøll, Caspar Frederik Harsdorff en Christian Frederik Hansen. De beeldhouwkunst en de architectuur stoelden sterk op het neoclassicisme, de stijl die heden ten dage nog steeds het beeld bepaalt van de binnenstad van Kopenhagen.
In de Deense muziek is vooral het romantische en het patriottische aspect herkenbaar. Gewezen kan worden op componisten als C.E.F. Weyse, Friedrich Kuhlau, Hans Christian Lumbye en J.P.E Hartmann. Diens schoonzoon, de ook buiten Denemarken succesvolle Niels W. Gade, wordt soms ook nog bij de Gouden Eeuw gerekend, maar hij richtte zich al snel op internationalere (Duitse) invloeden.
Ook toneelspeelster Johanne Luise Heiberg, balletchoreograaf August Bournonville en een wetenschapper als natuurkundige H.C. Ørsted worden wel geassocieerd met de Deense Gouden Eeuw. Het onderstreept hoe breed basisgedachtes zich uitstrekten, naar alle cultuurdomeinen in de Deense samenleving. De belangrijkste exponenten, Andersen, Kierkegaard, Eckersberg  en Thorvaldsen voorop, zouden uiteindelijk ook internationaal grote invloed uitoefenen.

## Galerij

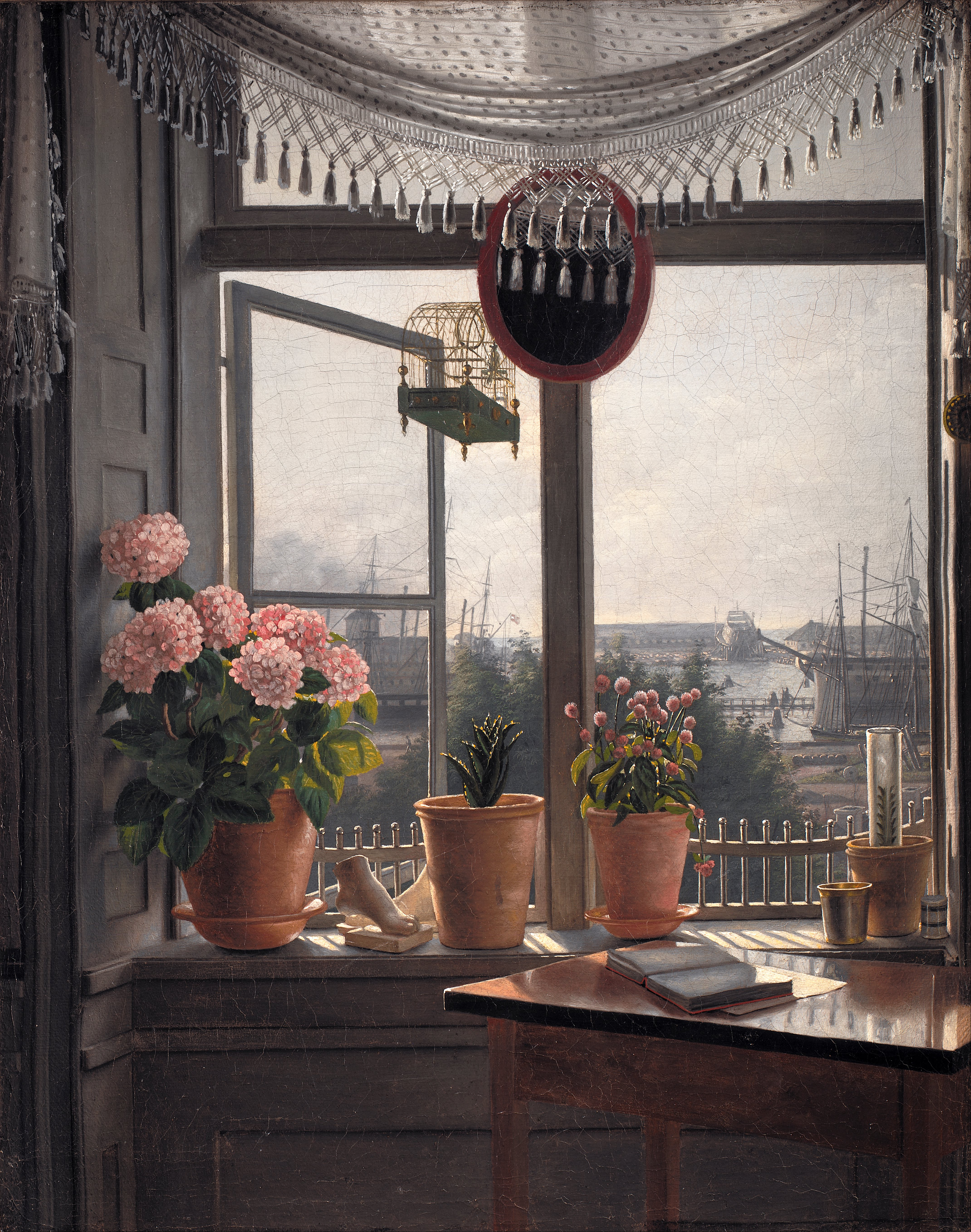
Martinus Rørbye: Uitzicht vanuit het raam van de kunstenaar, 1825
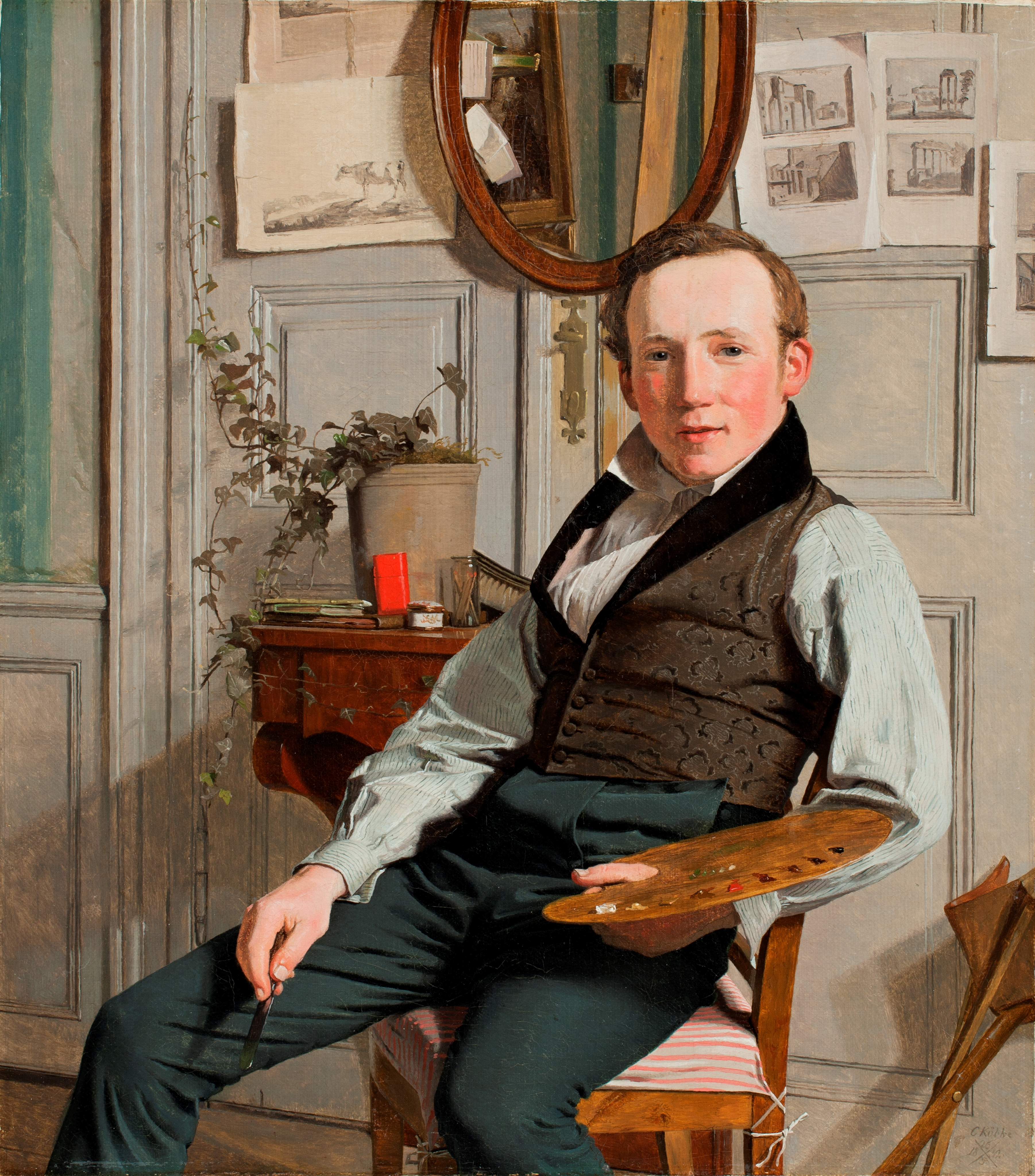
Christen Købke: Portret van de landschapsschilder Frederik Sødring, 1832
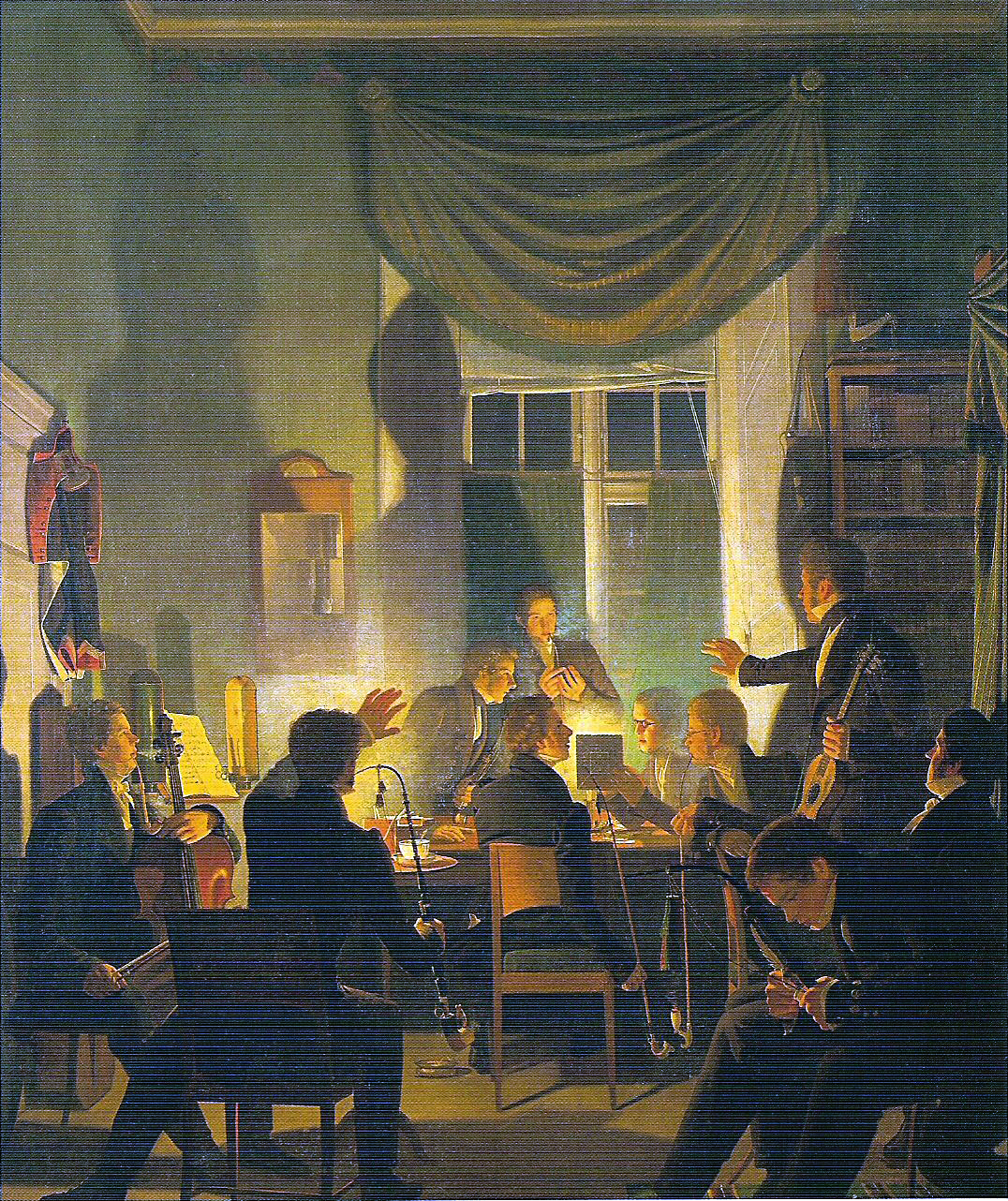
Wilhelm Bendz: Een rokersbijeenkomst, 1828
Ditlev Blunck: Deense kunstenaars in de osteria la Gonsola in Rome, 1837
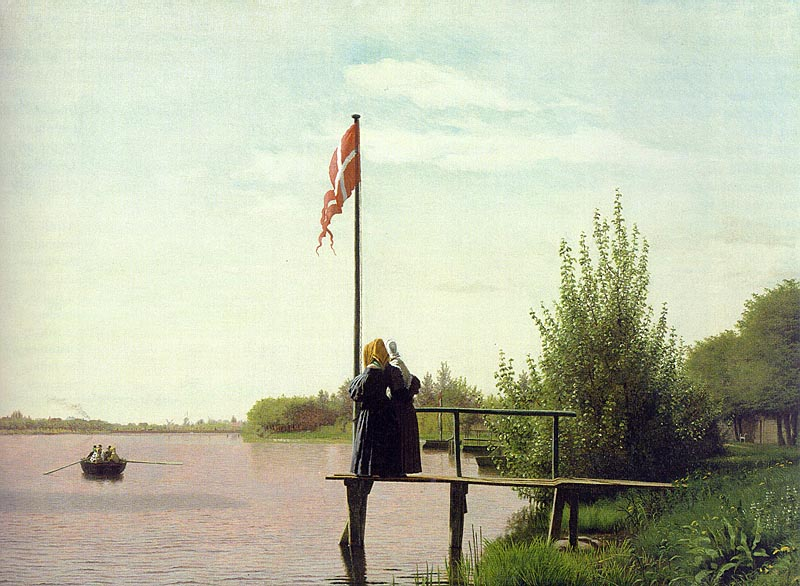
Christen Købke: Uitzicht vanaf Dosseringen, 1838
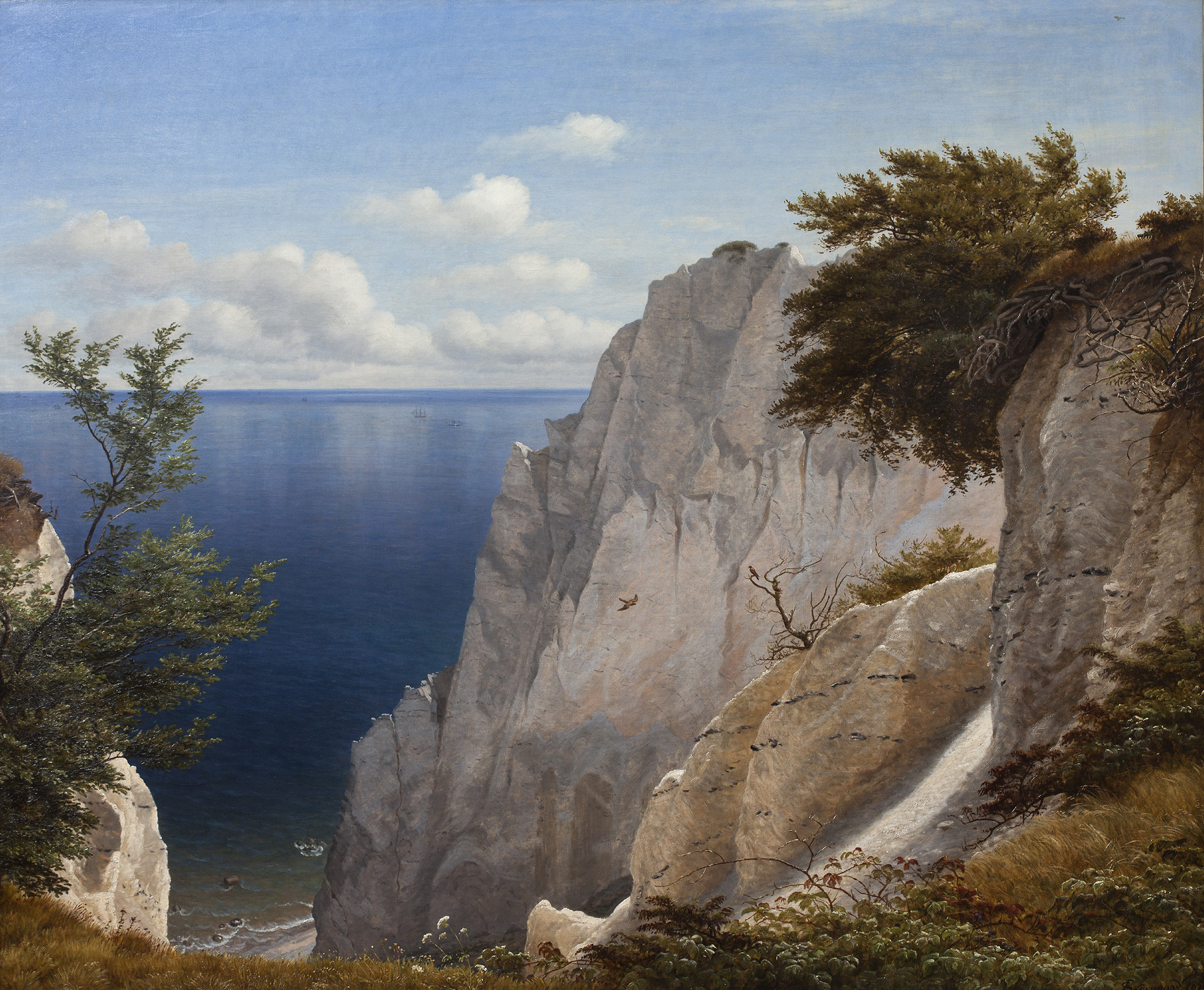
Peter Christian Skovgaard: Uitzicht vanuit Møns Klint, 1843
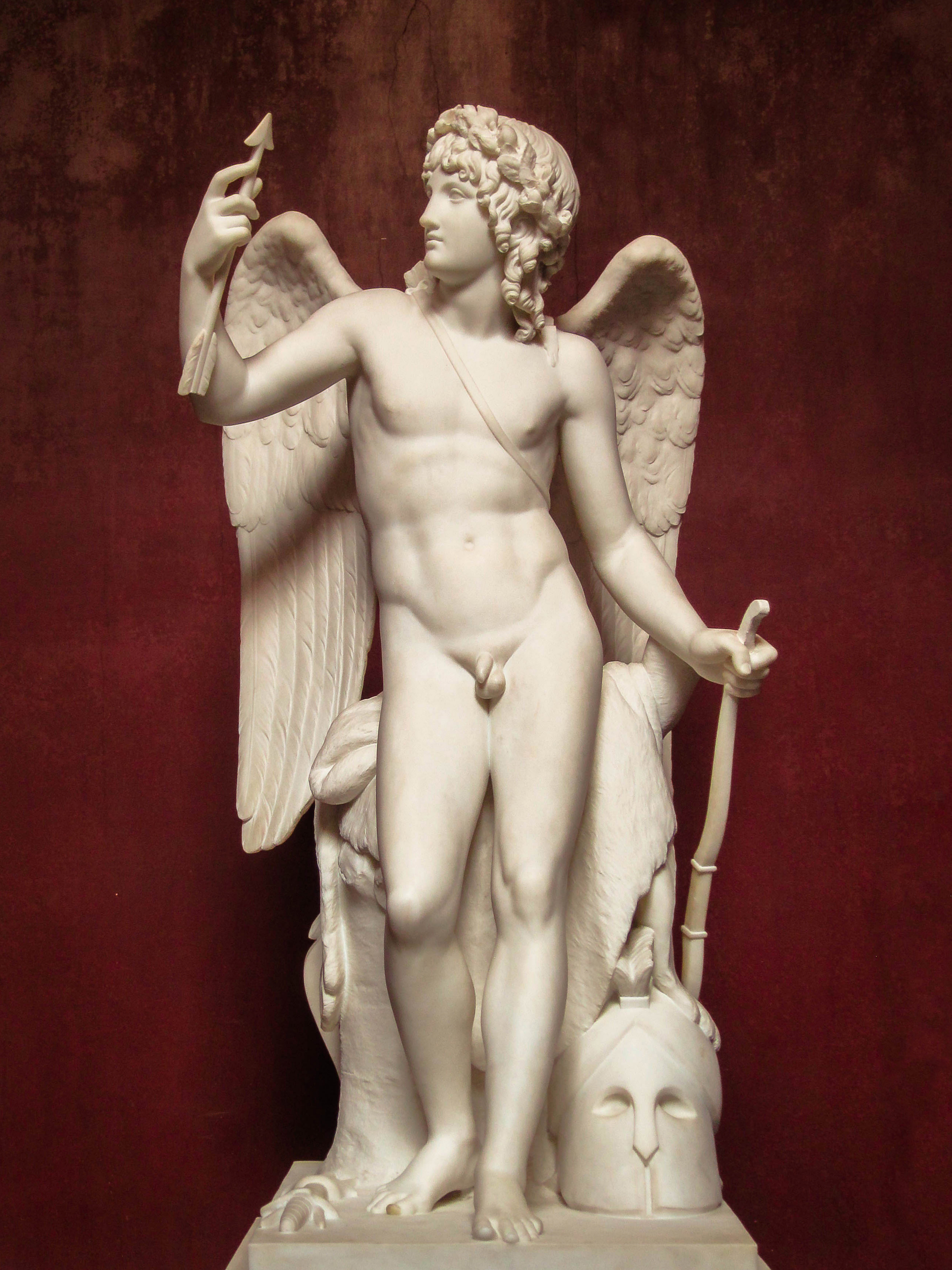
Bertel Thorvaldsen: Cupido, ca. 1835
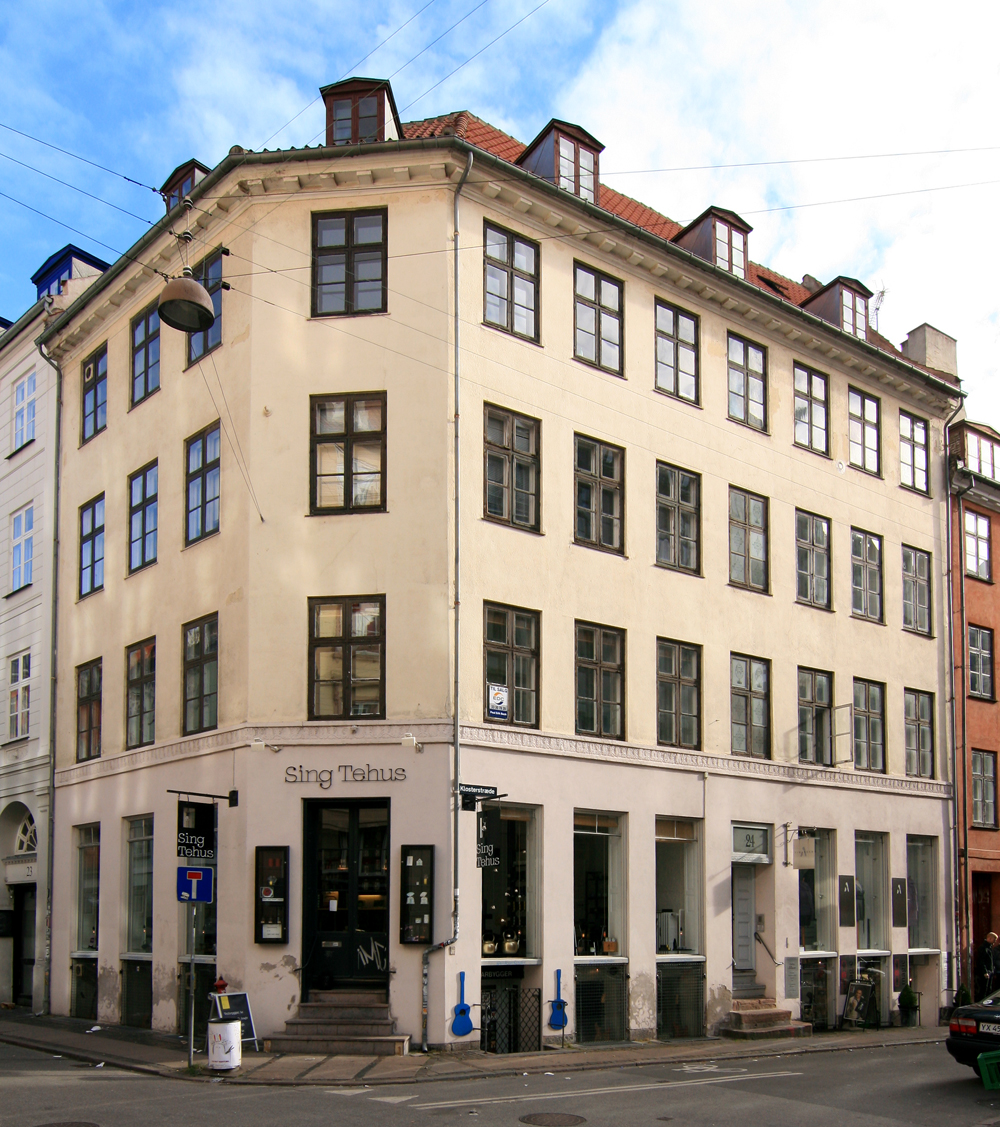
Gebouw uit 1820 aan de Klosterstræde, typisch voor het nieuwe Kopenhagen
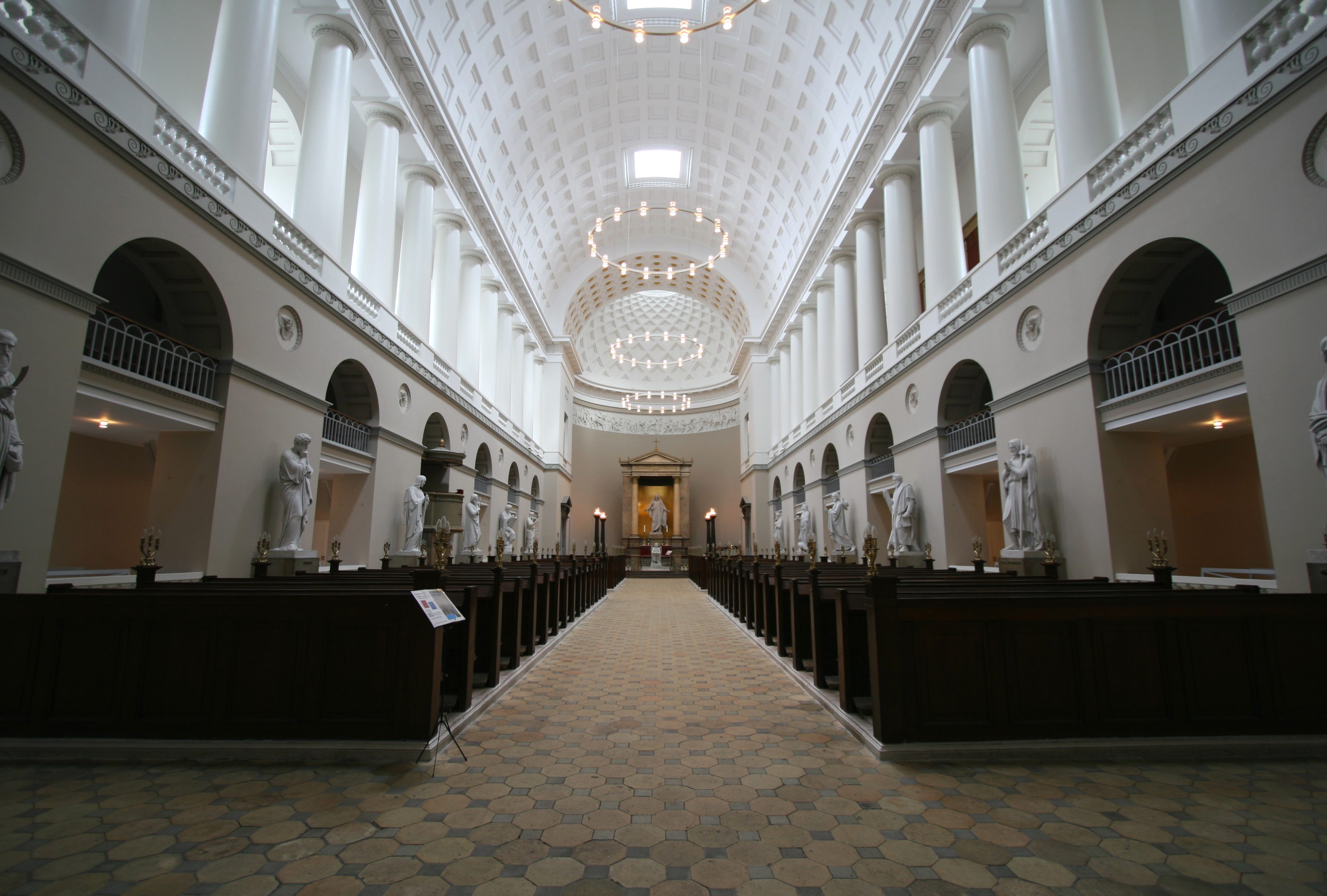
Interieur van de Onze-Lieve-Vrouwekerk, door Christian Frederik Hansen met beelden van Thorvaldsen, 1829
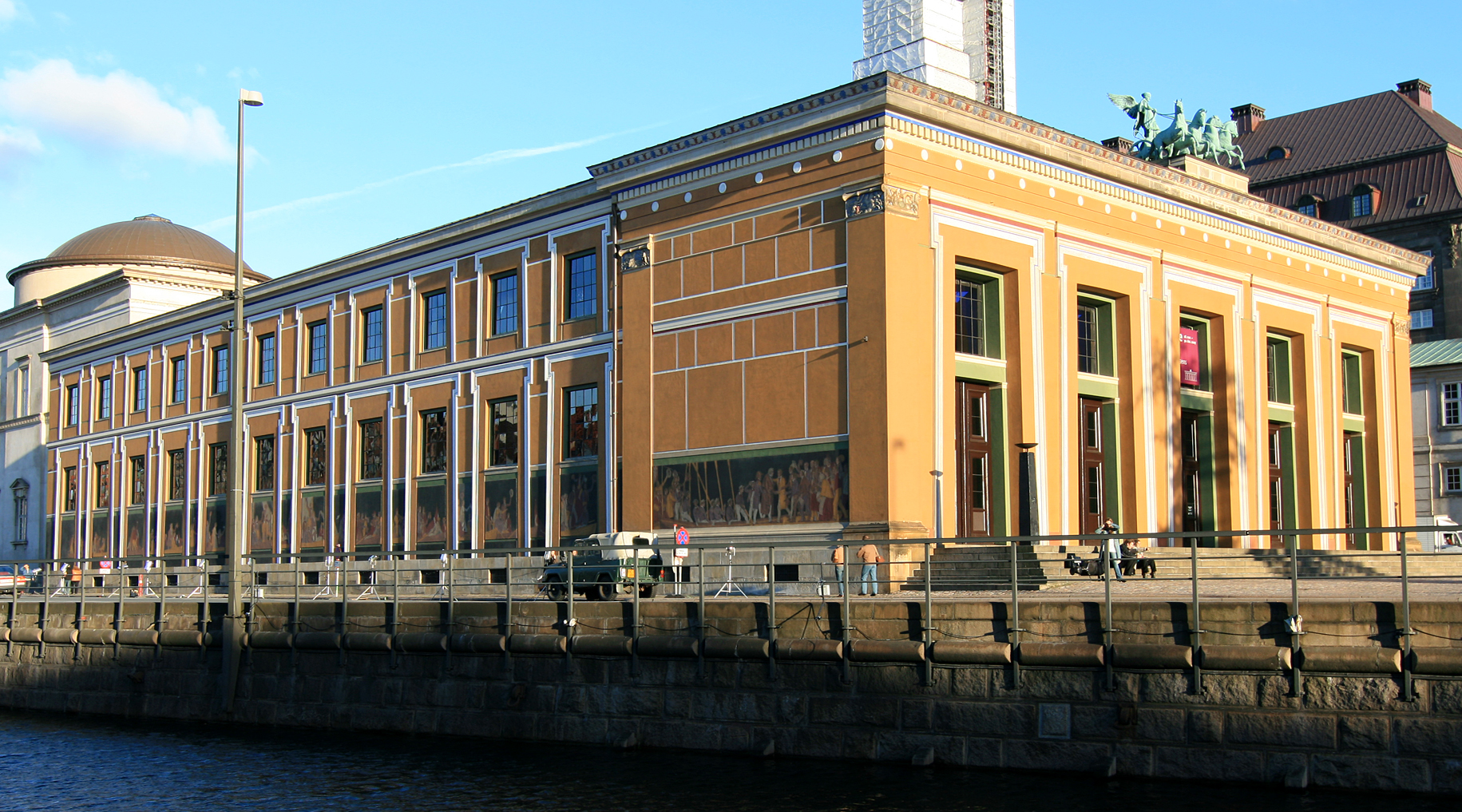
Michael Gottlieb Bindesbøll: Thorvaldsens Museum, 1838